# Нети нети
В индуизме (особенно в джняна-йоге и адвайта-веданте) нети-нети («не то, не то») — мантра, которая используется при медитации через отрицание. Эта апофатическая практика исходит из того, что Абсолют не доступен для описания и находится вне дискурсивного мышления.
Выражение «нети нети» можно встретить в Упанишадах и Авадхута-гите, однако изобретение соответствующей техники медитации приписывается Шанкаре.
Нети-нети — это также аналитический процесс осмысления чего-либо посредством чёткого определения того, чем оно не является. Одним из ключевых элементов джняна-йоги является «исследование нети-нети» — подход к пониманию природы Брахмана без использования утверждающих (и, следовательно, неадекватных) его определений или описаний: точнее говоря, речь идёт о последовательном «отбрасывании» попыток определить Абсолют дискурсивным путём. Целью этого упражнения является снятие концептуальных схем и прочих препятствий для медитации. Так же и мудрец может выразить природу божественного, просто указав на её несопоставимость с чем-либо ещё.
Аналогичные направления в других (и в индийских) богословских системах, пытающихся раскрыть Абсолют, отмечая, чем он не является (нети — не то), называются апофатическим богословием.